# Euscorpius lycius
Espèce
Euscorpius lycius est une espèce de scorpions de la famille des Euscorpiidae.

## Distribution

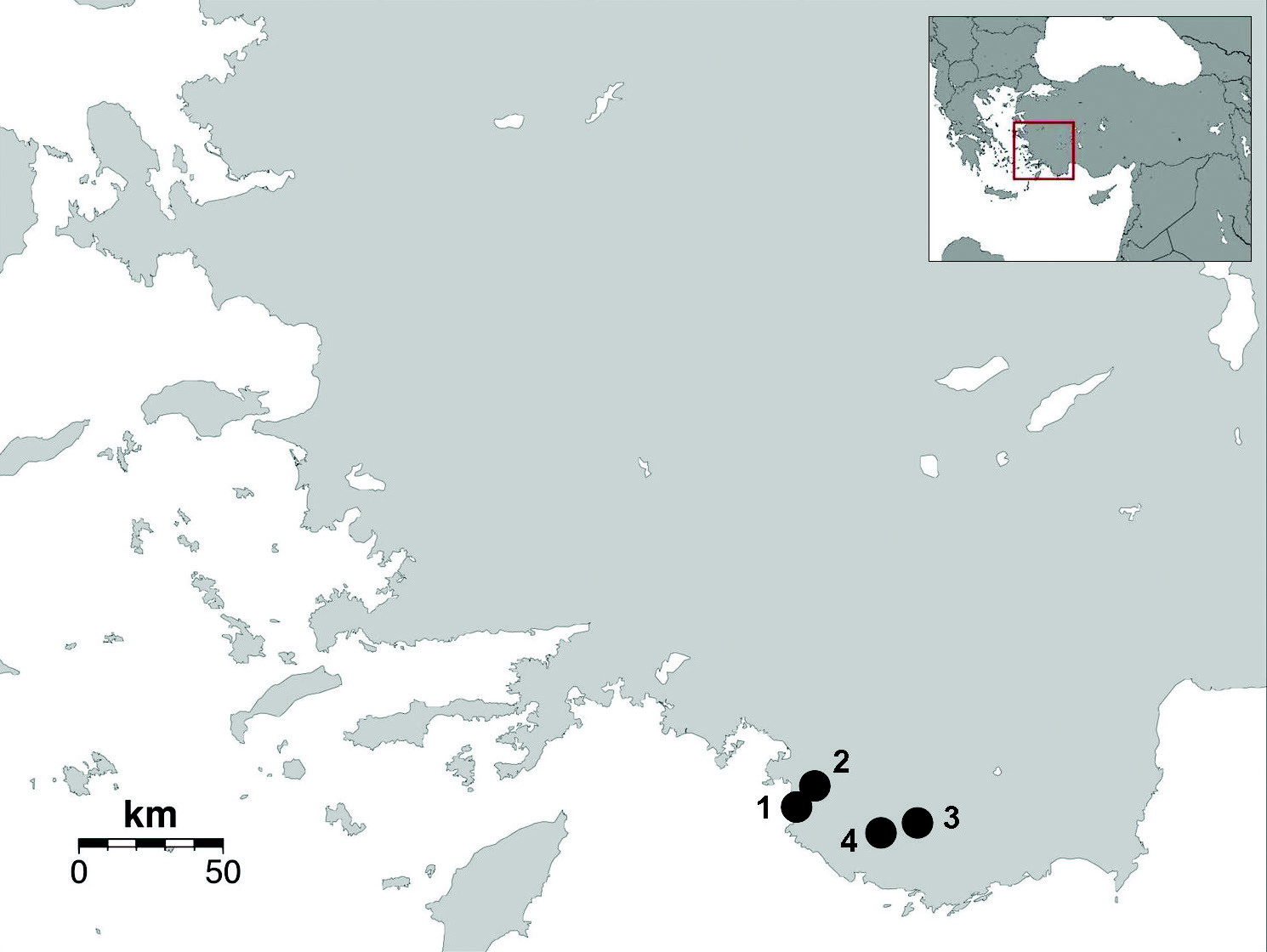
Distribution

Cette espèce est endémique de Turquie. Elle se rencontre dans la province de Muğla vers Faralya et sur le Babadağ et dans la province de Antalya vers Gömücü et İkizce entre 349 et 1 140 m d'altitude.

## Description

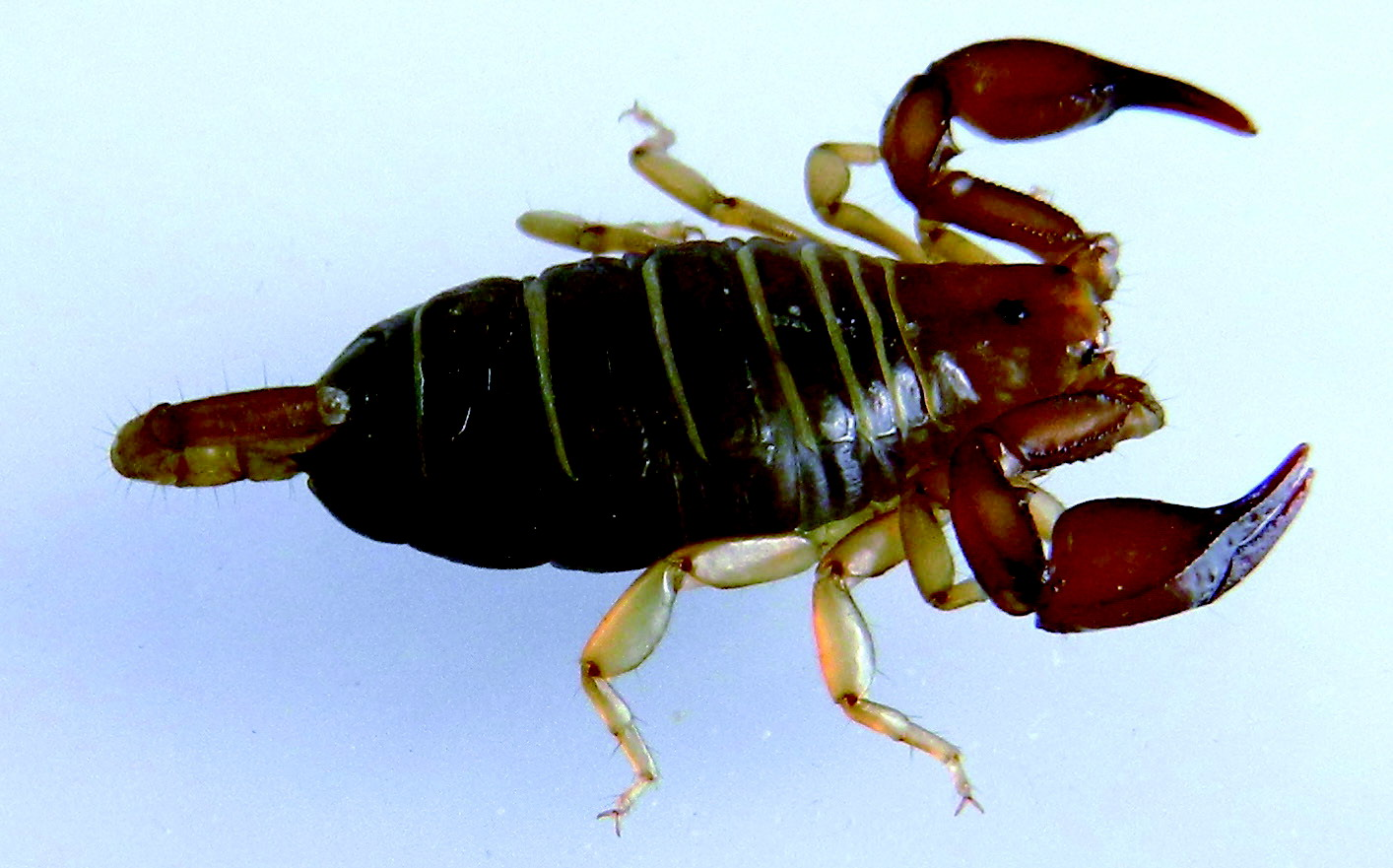
Euscorpius lycius ♀

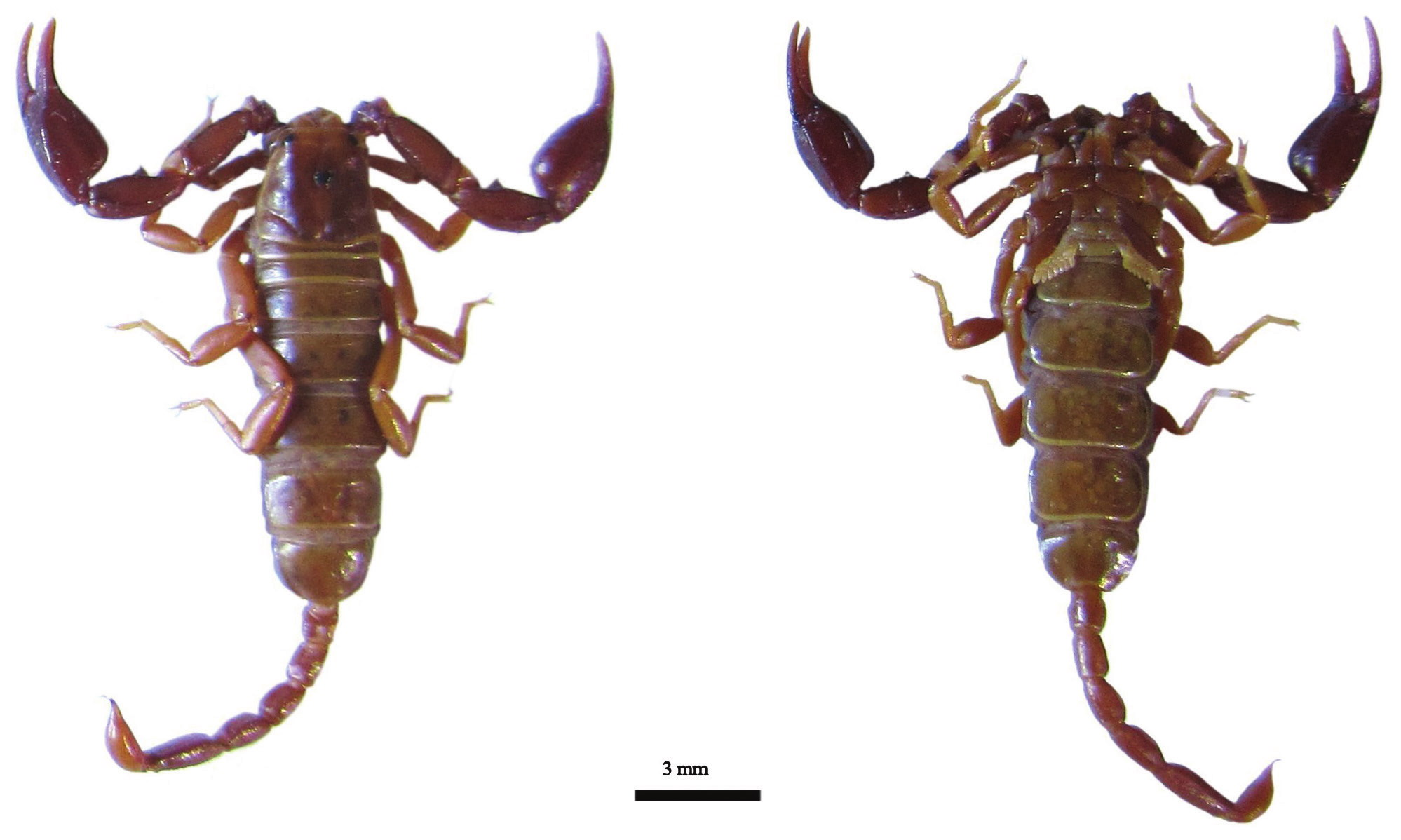
Euscorpius lycius ♀

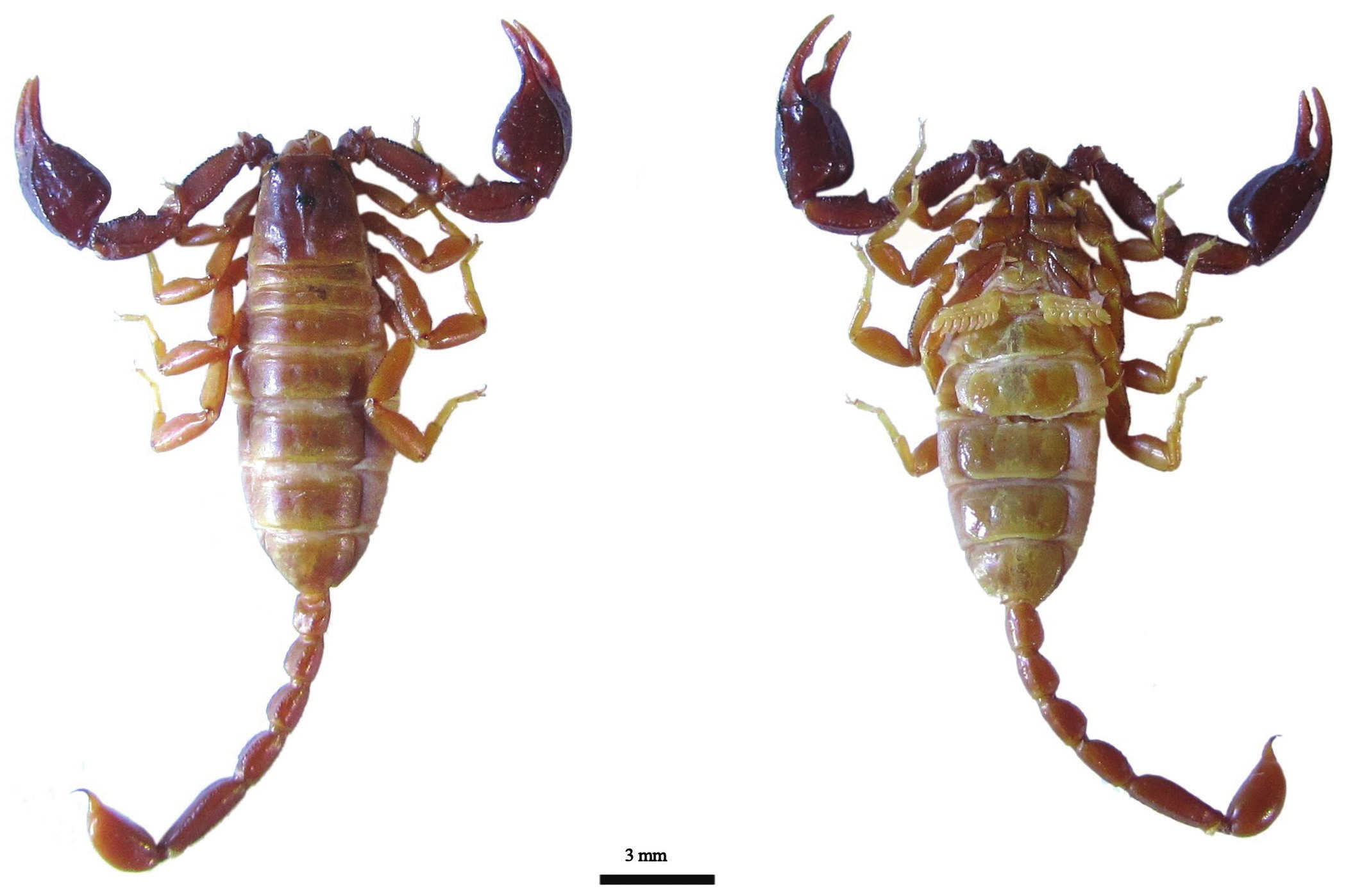
Euscorpius lycius ♂

Le mâle holotype mesure 21,14 mm et la femelle paratype 20,91 mm. Euscorpius lycius mesure de 21 à 25 mm.
Comme pour toutes les espèces du genre Euscorpius, sa piqûre est bénigne pour les humains.

## Étymologie
Son nom d'espèce lui a été donné en référence au lieu de sa découverte, la Lycie.

## Publication originale
- Yağmur, Tropea & Yeşilyurt, 2013 : A new species of Euscorpius Thorell, 1876 (Scorpiones, Euscorpiidae) from south western Turkey. ZooKeys, no 348, p. 29–45 (texte intégral).